# Fadenbach
Fadenbach är ett vattendrag i Österrike.   Det ligger i förbundslandet Niederösterreich, i den östra delen av landet, 30 km öster om huvudstaden Wien.
Trakten runt Fadenbach består till största delen av jordbruksmark. Runt Fadenbach är det ganska tätbefolkat, med 72 invånare per kvadratkilometer.